# Wahlkreis Nr. 2 (Senat der Republik Polen, 2001–2011)
Der Wahlkreis Nr. 2 (polnisch Okręg wyborczy nr 2) war ein von 2001 bis 2011 bestehender Wahlkreis für die Wahl des Senats der Republik Polen und wurde auf Grundlage der Ordynacja wyborcza do Sejmu Rzeczypospolitej Polskiej i do Senatu Rzeczypospolitej Polskiej (Wahlordnung für den Sejm der Republik Polen und für den Senat der Republik Polen) vom 12. April 2001 (Dz.U. 2001 nr 46 poz. 499) errichtet. Die erste Wahl, die im Wahlkreis stattfand, war die Parlamentswahl am 23. September 2001.
Der Wahlkreis umfasste nach der Anlage Nr. 2 (Załącznik nr 2) der Ordynacja wyborcza do Sejmu Rzeczypospolitej Polskiej i do Senatu Rzeczypospolitej Polskiej in der letzten Bekanntmachung vom 30. Juni 2005 (Dz.U. 2005 nr 140 poz. 1173) die Powiate Dzierżoniowski, Kłodzki, Świdnicki, Wałbrzyski und Ząbkowicki der Woiwodschaft Niederschlesien (Województwo dolnośląskie).
Durch den Wechsel von Mehrpersonenwahlkreisen zu Einpersonenwahlkreisen wurde der Wahlkreis Nr. 2 im Jahr 2011 aufgelöst. Das Gebiet des Wahlkreises entspricht den Wahlkreisen Nr. 4 und Nr. 5 seit 2011.
Der Sitz der Wahlkreiskommission war Wałbrzych.

## Wahlkreisvertreter
| WP   | Wahl | Senator (Wahlkomitee) | Senator (Wahlkomitee)                                            | Senator (Wahlkomitee)                                             | Senator (Wahlkomitee)                                              |
| ---- | ---- | --------------------- | ---------------------------------------------------------------- | ----------------------------------------------------------------- | ------------------------------------------------------------------ |
| V.   | 2001 |                       | Kazimierz Drożdż (KKW Sojusz Lewicy Demokratycznej – Unia Pracy) |                                                                   | Henryk Gołębiewski (KKW Sojusz Lewicy Demokratycznej – Unia Pracy) |
| V.   | 2003 |                       | Kazimierz Drożdż (KKW Sojusz Lewicy Demokratycznej – Unia Pracy) | Mirosław Lubiński (KKW Sojusz Lewicy Demokratycznej – Unia Pracy) |                                                                    |
| VI.  | 2005 |                       | Mieczysław Szyszka (KW Prawo i Sprawiedliwość)                   |                                                                   | Roman Edward Ludwiczuk (KW Platforma Obywatelska RP)               |
| VII. | 2007 |                       | Stanisław Jurcewicz (KW Platforma Obywatelska RP)                |                                                                   | Roman Edward Ludwiczuk (KW Platforma Obywatelska RP)               |

## Wahlergebnisse

### Parlamentswahl 2001
Die Wahl fand am 23. September 2001 statt.
| # | Kandidat | Kandidat                       | Wahlkomitee                                   | Stimmen | Prozent |
| - | -------- | ------------------------------ | --------------------------------------------- | ------- | ------- |
| 1 |          | Kazimierz Drożdż               | KKW Sojusz Lewicy Demokratycznej – Unia Pracy | 110.356 | 46,42 % |
| 2 |          | Andrzej Jerzy Dubiński         | KW Polskiego Stronnictwa Ludowego             | 35.329  | 14,86 % |
| 3 |          | Ryszard Dudek                  | KW Samoobrona Rzeczpospolitej Polskiej        | 46.518  | 19,57 % |
| 4 |          | Henryk Gołębiewski             | KKW Sojusz Lewicy Demokratycznej – Unia Pracy | 90.351  | 38,01 % |
| 5 |          | Marian Andrzej Kania           | KW Polskiego Stronnictwa Ludowego             | 22.065  | 9,28 %  |
| 6 |          | Jerzy Kubara                   | KWW Blok Senat 2001                           | 33.779  | 14,21 % |
| 7 |          | Bolesław Władysław Marciniszyn | KWW Blok Senat 2001                           | 39.580  | 16,65 % |
| 8 |          | Zdzisław Sobieraj              | KW Alternatywa Ruch Społeczny                 | 16.370  | 6,89 %  |

Wahlberechtigte: 565.194 – Wahlbeteiligung: 43,81 % – Quelle: Dz.U. 2001 nr 109 poz. 1187

### Ergänzungswahl 2003
Die Wahl fand am 27. April 2003 statt.
| # | Kandidat | Kandidat                     | Wahlkomitee                                   | Stimmen | Prozent |
| - | -------- | ---------------------------- | --------------------------------------------- | ------- | ------- |
| 1 |          | Ryszard Dudek                | KWW Dudek-Wałowski                            | 1.137   | 5,45 %  |
| 2 |          | Wacław Dziendziel            | KW Polskiego Stronnictwa Ludowego             | 4.685   | 22,45 % |
| 3 |          | Mirosław Aleksander Lubiński | KKW Sojusz Lewicy Demokratycznej – Unia Pracy | 7.960   | 38,14 % |
| 4 |          | Tomasz Feliks Wójcik         | KW Liga Polskich Rodzin                       | 7.086   | 33,96 % |

Wahlberechtigte: 569.053 – Wahlbeteiligung: 3,73 % – Quelle: Dz.U. 2004 nr 163 poz. 1713

### Parlamentswahl 2005
Die Wahl fand am 25. September 2005 statt.
| #  | Kandidat | Kandidat                   | Wahlkomitee                            | Stimmen | Prozent |
| -- | -------- | -------------------------- | -------------------------------------- | ------- | ------- |
| 1  |          | Mariusz Barcicki           | KW Liga Polskich Rodzin                | 28.050  | 14,41 % |
| 2  |          | Kazimierz Drożdż           | KW Sojusz Lewicy Demokratycznej        | 32.459  | 16,67 % |
| 3  |          | Marek Dyduch               | KW Sojusz Lewicy Demokratycznej        | 36.564  | 18,78 % |
| 4  |          | Marian Andrzej Kania       | KW Polskiego Stronnictwa Ludowego      | 16.287  | 8,37 %  |
| 5  |          | Stanisław Kucharski        | KW Samoobrona Rzeczpospolitej Polskiej | 25.235  | 12,96 % |
| 6  |          | Roman Edward Ludwiczuk     | KW Platforma Obywatelska RP            | 56.261  | 28,90 % |
| 7  |          | Andrzej Marciniak          | KWW Andrzeja Marciniaka                | 9.546   | 4,90 %  |
| 8  |          | Jan Sałdacz                | KW Samoobrona Rzeczpospolitej Polskiej | 22.112  | 11,36 % |
| 9  |          | Bogusław Krzysztof Szpytma | KW Liga Polskich Rodzin                | 20.564  | 10,56 % |
| 10 |          | Mieczysław Szyszka         | KW Prawo i Sprawiedliwość              | 71.010  | 36,47 % |

Wahlberechtigte: 570.291 – Wahlbeteiligung: 35,73 % – Quelle: Dz.U. 2005 nr 195 poz. 1627

### Parlamentswahl 2007
Die Wahl fand am 21. Oktober 2007 statt.
| # | Kandidat | Kandidat                     | Wahlkomitee                            | Stimmen | Prozent |
| - | -------- | ---------------------------- | -------------------------------------- | ------- | ------- |
| 1 |          | Igor Jerzy Bielecki          | KW Samoobrona Rzeczpospolitej Polskiej | 17.083  | 6,27 %  |
| 2 |          | Stanisław Jurcewicz          | KW Platforma Obywatelska RP            | 106.618 | 39,12 % |
| 3 |          | Stanisław Tadeusz Longawa    | KW Polskiego Stronnictwa Ludowego      | 40.630  | 14,91 % |
| 4 |          | Mirosław Aleksander Lubiński | KKW Lewica i Demokraci SLD+SDPL+PD+UP  | 51.973  | 19,07 % |
| 5 |          | Roman Edward Ludwiczuk       | KW Platforma Obywatelska RP            | 93.094  | 34,16 % |
| 6 |          | Robert Ławski                | KKW Lewica i Demokraci SLD+SDPL+PD+UP  | 34.724  | 12,74 % |
| 7 |          | Mieczysław Szyszka           | KW Prawo i Sprawiedliwość              | 77.657  | 28,49 % |

Wahlberechtigte: 567.692 – Wahlbeteiligung: 48,91 % – Quelle: Dz.U. 2007 nr 198 poz. 1439